# Poul Müller
Poul Erik Høgh Müller (* 31. Dezember 1909 in Kopenhagen; † 15. September 1979 in Frederiksberg) war ein dänischer Schauspieler.

## Leben
Poul Müller wuchs in Kopenhagen auf. Er absolvierte seine Schauspielausbildung von 1929 bis 1933 an der Eleveskole des Königlichen Theaters Kopenhagen, wo er als Darsteller auch sein Bühnendebüt hatte. Er wirkte in zahlreichen Theaterstücken, Musicals, Varieté-Shows und in Kabarett-Programmen mit. Er trat als Bühnendarsteller an verschiedenen Theatern auf, so war er beispielsweise von 1939 bis 1946 am Aarhus Teater als festes Ensemblemitglied engagiert. Müller wirkte von 1934 bis zu seinem Tod als Schauspieler vor der Kamera in mehr als 60 Film- und Fernsehproduktionen mit. Während er zu Beginn seiner Karriere noch oftmals in einer Nebenrolle besetzt wurde, konnte er sich später als Charakterdarsteller beweisen und etablieren.
Müller war insgesamt dreimal verheiratet und hatte keine Kinder. Seine zweite Ehefrau war die Schauspielerin Pia Ahnfelt-Rønne (1922–2006), mit der er von 1946 bis 1953 verheiratet war. Müller starb im September 1979 im Alter von 69 Jahren. Seine Grabstätte befindet sich auf dem Ældre-Kirkegard in Frederiksberg.

## Filmografie (Auswahl)
- 1934: 7-9-13
- 1944: Freiheit, Gleichheit und Louise
- 1947: Sicher eine Nacht
- 1951: Dorte
- 1953: Adam und Eva
- 1955: Die Verblendeten
- 1957: Jeg elsker dig
- 1958: Junge Liebe – große Gefahren
- 1962: Das tosende Paradies
- 1962: Rikki und die Männer
- 1966: Untreue
- 1973: Don Juan